# Agnieszka Bednarek
Pour les articles homonymes, voir Bednarek.
Agnieszka Bednarek est une ancienne joueuse de volley-ball polonaise née le 20 février 1986 à Złotów. Elle mesure 1,85 m et jouait au poste de centrale. Elle a totalisé 62 sélections en équipe de Pologne. Elle a mis un terme à sa carrière de volleyeuse professionnelle en juin 2020.

## Clubs
| Club                | De        | À         |
| ------------------- | --------- | --------- |
| SMS PZPS Sosnowiec  | 2001-2002 | 2004-2005 |
| PTPS Piła           | 2005-2006 | 2008-2009 |
| Muszynianka Muszyna | 2009-2010 | 2012-2013 |
| PSPS Chemik Police  | 2013-2014 | 2019-2020 |

## Palmarès

### Équipe nationale
- Jeux européen
  - Finaliste : 2015.

### Clubs
- Coupe de la CEV
  - Vainqueur :2013.
- Championnat de Pologne
  - Vainqueur : 2011, 2014, 2015, 2016, 2017, 2018, 2020.
  - Finaliste: 2006, 2007, 2008, 2010, 2012.
- Coupe de Pologne
  - Vainqueur : 2008, 2011, 2014, 2016, 2017, 2019, 2020.
  - Finaliste : 2015.
- Supercoupe de Pologne
  - Vainqueur : 2008, 2009, 2011, 2014, 2015, 2019.
  - Finaliste : 2017, 2018.

### Distinctions individuelles
- Championnat d'Europe de volley-ball féminin 2009: Meilleure serveuse.